# 隔油池

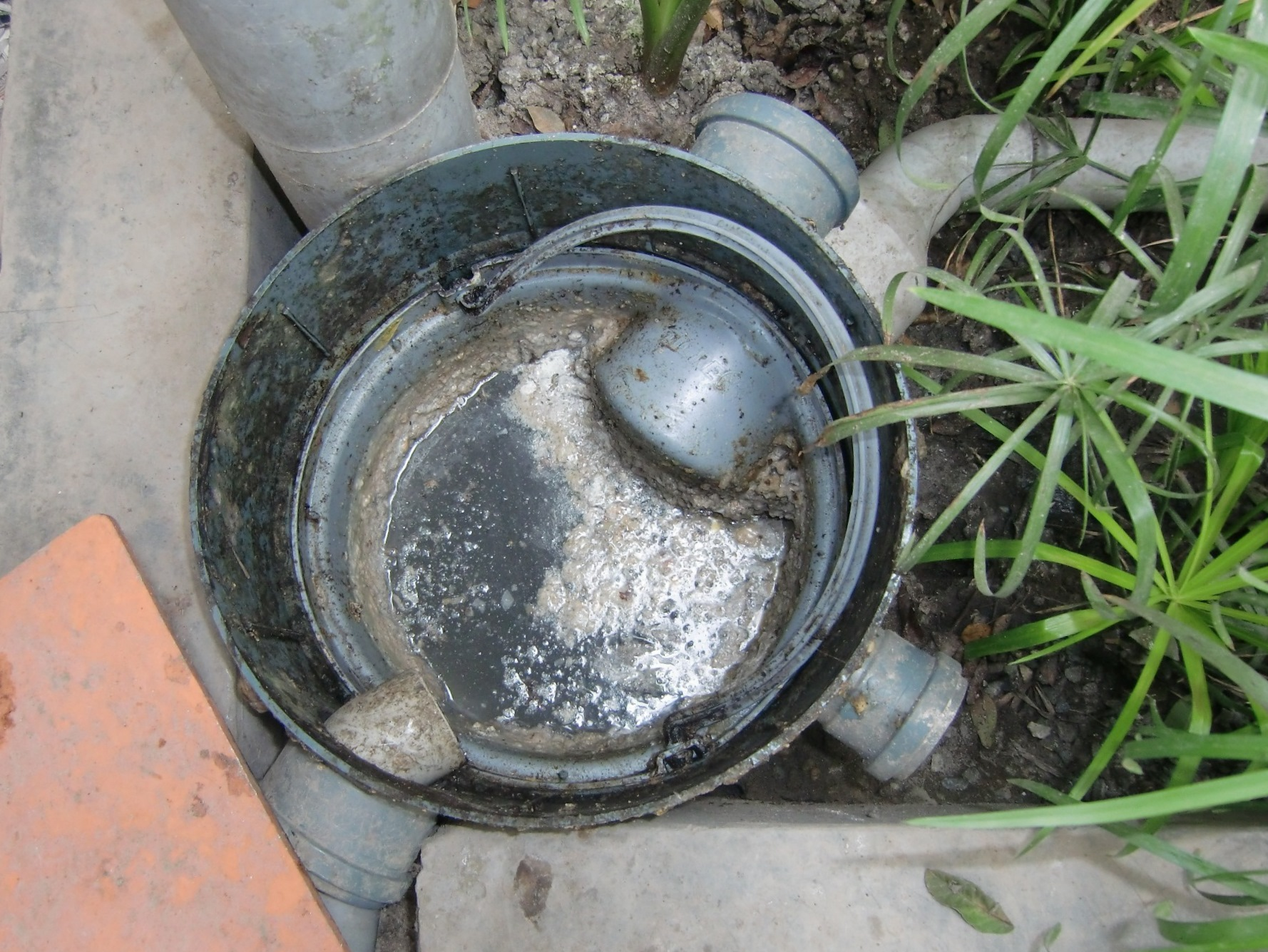
在秘鲁利马的灰水（浴室廢水）隔油池

隔油池（又稱油脂除油器、拦污栅）是一种用來隔除污水油脂物的管道装置（存水彎的一种），以拦截油脂廢物进入公共污水处理系统。家用污水通常含有少量油污；這些油脂排入化粪池及处理设施的時候會形成漂浮狀的油垢雜質层。在厌氧消化过程中，微生物会非常缓慢地消化和分解该雜質层。
然而，飲食業(如餐廳)及食品加工業在生產时會排出含有大量油脂的污水，使化粪池及处理设施不勝負荷，以致未经处理的油脂污水排放到环境中。高粘性的脂肪和食用油（如猪油）在冷却时会凝固，粘合其他固体廢物，以致排水管淤塞及發出惡臭。
隔油池的使用可追溯自维多利亚时代。納撒尼爾．懷廷（英語：Nathaniel Whiting）於 1800 年代末获得了第一个专利。類似現代隔油池的分離裝置可减少进入含油廢水中的下油脂廢物。這些裝置由位于厨房水槽和公用下水道之间的管道盒子组成。這些盒子不能連接至其他排水系统（如厕所），只用作處理厨房废水。
隔油池由多种材料制成（如不锈钢、塑料、混凝土和铸铁），適用容量可介乎 35 公升至 45,000 公升以上。隔油池可安裝於地面以上；地下；厨房内部或建筑物外部。

## 外部連結
- A112.14.3 Grease Interceptors Standard and A112.14.6 FOG (Fats, Oils, & Greases) Disposal Systems Standard, American Society of Mechanical Engineers (ASME)